# Thrips impar
Thrips impar är en insektsart som beskrevs av Ian A. Hood 1915. Thrips impar ingår i släktet Thrips och familjen smaltripsar. Inga underarter finns listade i Catalogue of Life.